# 林賢吾
林 賢吾（はやし けんご、2005年11月4日 - ）は、神奈川県横浜市出身のプロサッカー選手。
FCティアモ枚方所属。ポジションはディフェンダー（DF）。

## 来歴
横浜FCの下部組織でプレー。2023年シーズンに横浜FCトップチームに2種登録された。

### 横浜FC
2023年9月1日、2024年シーズンからトップに昇格した。

### テゲバジャーロ宮崎
2024年4月14日、J3リーグに所属しているテゲバジャーロ宮崎に 育成型期限付き移籍した。期間は、2025年1月31日までで 横浜FCと対戦する全ての公式戦に出場できない。2024年6月12日、天皇杯2回戦ジュビロ磐田戦に途中出場し、公式戦デビュー。
12月25日、宮崎への育成型期限付き移籍期間満了とFCティアモ枚方への育成型期限付き移籍が発表された。

## 所属クラブ
- セレソン中之島FC（和歌山市立太田小学校）
- 横浜FCジュニアユース（横浜市立日吉台中学校）
- 2021年 - 2023年 横浜FCユース（目黒日本大学高等学校）
  - 2023年  横浜FC (2種登録選手)
- 2024年 -  横浜FC
  - 2024年4月 - 12月  テゲバジャーロ宮崎 (育成型期限付き移籍)
  - 2025年 -  FCティアモ枚方 (育成型期限付き移籍)

## 個人成績
| 国内大会個人成績 | 国内大会個人成績 | 国内大会個人成績 | 国内大会個人成績 | 国内大会個人成績 | 国内大会個人成績 | 国内大会個人成績 | 国内大会個人成績 | 国内大会個人成績 | 国内大会個人成績 | 国内大会個人成績 | 国内大会個人成績 |
| 年度             | クラブ           | 背番号           | リーグ           | リーグ戦         | リーグ戦         | リーグ杯         | リーグ杯         | オープン杯       | オープン杯       | 期間通算         | 期間通算         |
| 年度             | クラブ           | 背番号           | リーグ           | 出場             | 得点             | 出場             | 得点             | 出場             | 得点             | 出場             | 得点             |
| 日本             | 日本             | 日本             | 日本             | リーグ戦         | リーグ戦         | リーグ杯         | リーグ杯         | 天皇杯           | 天皇杯           | 期間通算         | 期間通算         |
| ---------------- | ---------------- | ---------------- | ---------------- | ---------------- | ---------------- | ---------------- | ---------------- | ---------------- | ---------------- | ---------------- | ---------------- |
| 2024             | 横浜FC           | 47               | J2               | 0                | 0                | -                | -                | -                | -                | 0                | 0                |
| 2024             | 宮崎             | 47               | J3               | 0                | 0                | -                | -                | 1                | 0                | 1                | 0                |
| 2025             | 枚方             | 35               | JFL              |                  |                  | -                | -                |                  |                  |                  |                  |
| 通算             | 日本             | 日本             | J2               | 0                | 0                | -                | -                | -                | -                | 0                | 0                |
| 通算             | 日本             | 日本             | J3               | 0                | 0                | -                | -                | 1                | 0                | 1                | 0                |
| 通算             | 日本             | 日本             | JFL              |                  |                  | -                | -                |                  |                  |                  |                  |
| 総通算           | 総通算           | 総通算           | 総通算           | 0                | 0                | 0                | 0                | 1                | 0                | 1                | 0                |

- 2023年は2種登録。公式戦出場なし

- 公式戦初出場 - 2024年6月12日 天皇杯2回戦 ジュビロ磐田戦(ヤマハ) 高瀬生聖に変わり89分から途中出場